# Carlos Stellfeld
Carlos Stellfeld ( 1900 - 1970 ) fue un botánico y profesor brasileño. Fue director de la Sección Botánica del "Museo Paranaense José Loureiro Fernandes.
Mucho de sus especímenes se conservan en el Herbario de la Universidad Federal de Paraná

## Algunas publicaciones
- carlos Stellfeld. 1968. What the Herbalists of Pelotas (Brazil) Sell. Pharmaceutical Biology 8 ( 4): 1300 - 1303

### Libros
- carlos Stellfeld. 1952. Os Dois Vellozo. Ed. Gráfica Editora Souza, RJ. 286 pp.

- ---------------------------, francisco Freire Allemão. 1948. Os novos generos e as novas espécies de Freire Allemão. 63 pp.

- ---------------------------. 1947. Sesquicentenário natalício de Freire Allemão. Nº 5 de Publicações avulsas. Museu Paranaense. Editor Tip. J. Haupt, 19 pp.

- ---------------------------. 1946. Antonio Luiz Patricio da Silva Manso: ensaio bio-e bibliografico, IA série. Editor Tribuna Farmaceutica, 58 pp.

- ---------------------------. 1945. Antonio Luiz Patricio da Silva Manso, ensaio bio-e bibliografico

- e. Niemeyer, carlos Stellfeld. 1943. A fisionomia do reino vegetal no Brasil / C.F.Ph. von Martius ; traducido. Ed. Empreza gráfica paranaense

- carlos Stellfeld. 1936. A industria das plantas aromaticas medicinais no Brasil. Editor Real Academia de Farmacia. 16 pp.

## Honores

### Epónimos
- (Campanulaceae) Lobelia stellfeldii R.Braga[3]

- La abreviatura «Stellfeld» se emplea para indicar a Carlos Stellfeld como autoridad en la descripción y clasificación científica de los vegetales.[4]